# Gleixhe
Gleixhe (Waals: Li Gléjhe) is een dorp in de Belgische provincie Luik en een deelgemeente van Flémalle.

## Geschiedenis
Oorspronkelijk was Gleixhe bekend onder de naam: Awirs-Notre-Dame, aangezien de parochie vóór 1779 aan Onze-Lieve-Vrouw was gewijd. Hier was ook de heerlijkheid van Haultepenne, welke onder meer aan de geslachten Harduemont en Berlaymont heeft toebehoord.
De gemeente Gleixhe fusioneerde in 1965 met Awirs, dat in 1977 op zijn beurt een deel werd van Flémalle.

## Bezienswaardigheden
- Het Kasteel Haultepenne
- De Sint-Lambertuskerk (Église Saint-Lambert)

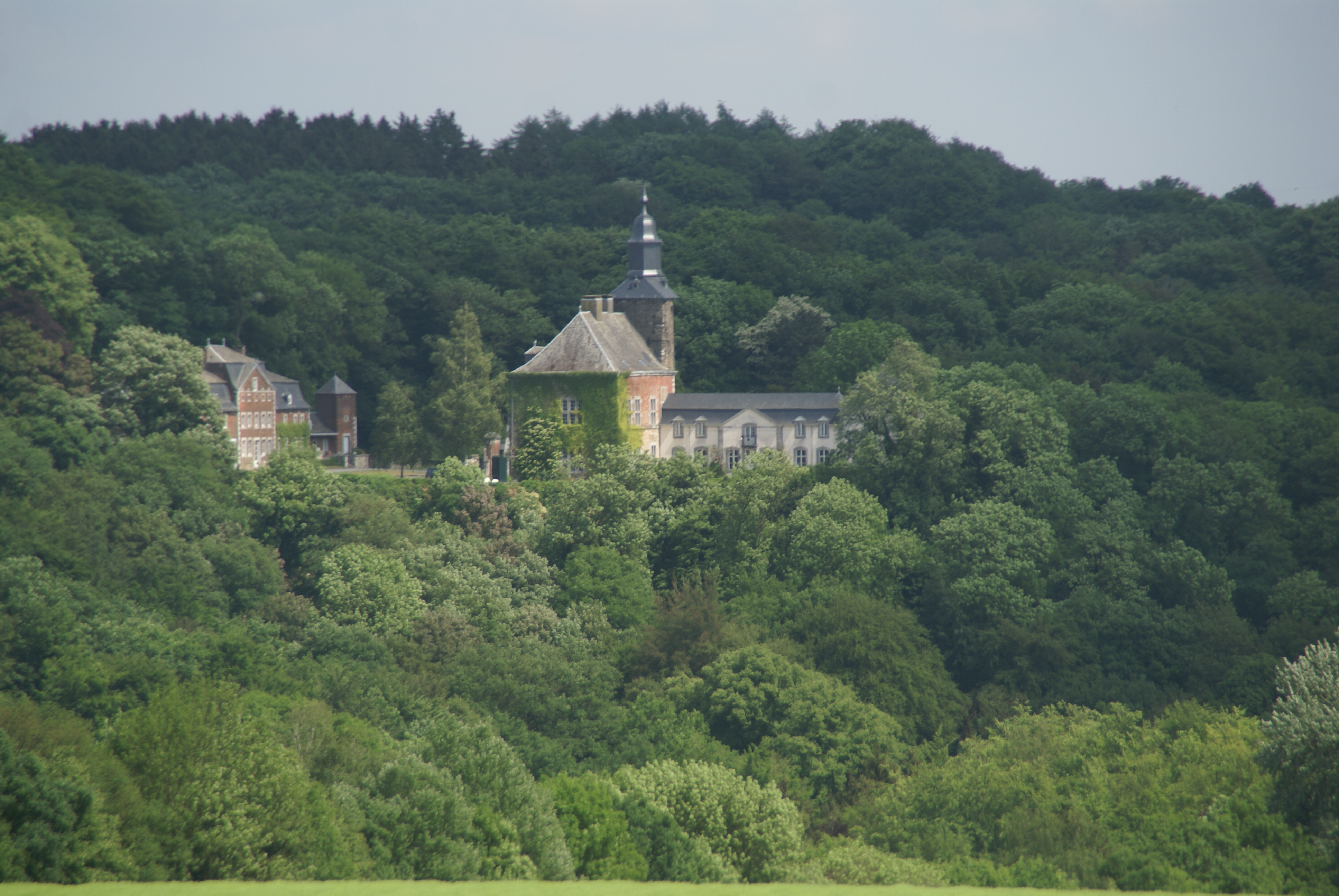
Kasteel Haultepenne

- De Ferme de la Bouverie

## Natuur en landschap
Gleixhe ligt in de bosrijke vallei van de Ruisseau des Awirs, welke zich diep in het Haspengouws Plateau heeft ingesneden. De Ruisseau du Broûçou en de Ruisseau de Bailesse zijn de belangrijkste zijbeken die van de westelijke helling in de Ruisseau des Awirs vloeien.
Ten noorden van Gleixhe ligt de Europese weg 42, die in oost-westelijke richting door Wallonië loopt.
De hoogte aan de kerk bedraagt 112 meter.

## Demografische ontwikkeling
- Bronnen:NIS, Opm:1831 tot en met 1961=volkstellingen

## Nabijgelegen kernen
Awirs, Saint-Georges-sur-Meuse, Hozémont
Deelgemeenten: Awirs · Chokier · Flémalle-Grande · Flémalle-Haute · Gleixhe · Ivoz-Ramet · Mons-lez-Liège

Overige plaatsen: Cahottes · Souxhon

Belgische gemeenten · arrondissement Luik · provincie Luik · Wallonië